# Carina Wenninger
Carina Wenninger, née le 6 février 1991 à Graz, est une footballeuse internationale autrichienne, qui évolue au poste de défenseure centrale. Il est actuellement libre de tout contrat. 

## Biographie

### En club
Carina Wenninger débute le football à l'âge de 9 ans au SV Thal puis au FC Gratkorn à partir de ses 14 ans. Dans ces deux clubs, elle évolue avec des garçons. En 2006, elle rejoint l'équipe féminine du LUV Graz.
En 2007, elle rejoint le Bayern Munich, à l’instar de sa coéquipière Viktoria Schnaderbeck. Elle fait ses débuts avec l'équipe réserve du club bavarois le 9 septembre 2007 face au Karlsruher SC (victoire 4-0), dans le cadre du championnat de troisième division. Dès son deuxième match de championnat le 16 mai, Wenninger inscrit son premier but contre la réserve du VfL Sindelfingen (victoire 5-1). Lors de la saison 2008-2009, la réserve du Bayern est promue en 2. Bundesliga, et Wenniger dispute son dernier match en Regionalliga (D3) le 24 mai 2009 lors d'une victoire 4-1 sur la pelouse du Pfersee Augsburg.
Elle fait ses débuts avec l'équipe première en Bundesliga le 26 octobre 2008 contre le SC Fribourg (match nul 5-5).
Lors de la saison 2014-2015, Wenniger et ses coéquipières sont sacrées championnes d'Allemagne, le second titre du club après celui obtenu en 1976. Les Bavaroises réalisent le doublé en 2015-2016.
Le 23 janvier 2019, son contrat la liant au Bayern Munich est prolongé jusqu'en 2021. Le 9 février 2021, elle signe un nouveau contrat courant jusqu'en 2024.
En 2020-2021, le Bayern remporte un nouveau titre de champion d'Allemagne, stoppant une série de quatre titres d'affilée remportés par le VfL Wolfsbourg.

### En sélection
Wenniger honore sa première sélection avec l'équipe d'Autriche A le 5 mai 2007 lors d'un match perdu 1-0 face à la Pologne dans le cadre des éliminatoires à l'Euro 2009 (en). Elle inscrit son 1er but face à Israël le 26 août 2007 dans le cadre d'une victoire 5-0 dans la même compétition.
En mars 2016, elle remporte le tournoi de Chypre, son premier trophée avec la sélection.
Elle participe à l'Euro 2017 disputé aux Pays-Bas, la première compétition majeure disputée par la sélection. Les Autrichiennes terminent à la 1e place du groupe C devant la France, la Suisse et l'Islande, avec deux victoires et un match nul. En quarts de finale, Wenninger et ses coéquipières éliminent l'Espagne aux tirs au but après un match nul et vierge. Au tour suivant face au Danemark, après aucun but marqué en 120 minutes malgré un penalty manqué par Sarah Puntigam, l'Autriche s'incline cette fois aux tirs au but. L'Autriche quitte la compétition avec un bilan honorable d'aucune défaite et d'un seul but encaissé, et Wenninger dispute tous les matchs de la phase finale.
Le 1er décembre 2020, elle fête sa 100e sélection face à la Serbie en éliminatoires à l'Euro 2022 (victoire 1-0).
Le tableau ci-dessous retrace la carrière de Carina Wenniger depuis ses débuts :

## Statistiques

### En club
| Saison                | Club                  | Championnat           | Championnat | Championnat | Coupe(s) nationale(s) | Coupe(s) nationale(s) | Compétition(s) continentale(s) | Compétition(s) continentale(s) | Compétition(s) continentale(s) | Bundesliga Cup | Bundesliga Cup | Total | Total |
| Saison                | Club                  | Division              | M.          | B.          | M.                    | B.                    | Comp.                          | M.                             | B.                             | M.             | B.             | M.    | B.    |
| 2008-2009             | Bayern Munich         | Bundesliga            | 2           | 0           | -                     | -                     | -                              | -                              | -                              | -              | -              | 2     | 0     |
| 2009-2010             | Bayern Munich         | Bundesliga            | 21          | 0           | 1                     | 0                     | C1                             | 6                              | 0                              | -              | -              | 28    | 0     |
| 2010-2011             | Bayern Munich         | Bundesliga            | 18          | 0           | 4                     | 0                     | -                              | -                              | -                              | 6              | 0              | 28    | 0     |
| 2011-2012             | Bayern Munich         | Bundesliga            | 20          | 0           | 5                     | 0                     | -                              | -                              | -                              | -              | -              | 25    | 0     |
| 2012-2013             | Bayern Munich         | Bundesliga            | 22          | 2           | 4                     | 1                     | -                              | -                              | -                              | -              | -              | 26    | 3     |
| 2013-2014             | Bayern Munich         | Bundesliga            | 9           | 0           | 2                     | 0                     | -                              | -                              | -                              | -              | -              | 11    | 0     |
| 2014-2015             | Bayern Munich         | Bundesliga            | 6           | 0           | -                     | -                     | -                              | -                              | -                              | -              | -              | 6     | 0     |
| 2015-2016             | Bayern Munich         | Bundesliga            | 13          | 0           | 4                     | 1                     | C1                             | 1                              | 0                              | -              | -              | 18    | 1     |
| 2016-2017             | Bayern Munich         | Bundesliga            | 19          | 1           | 3                     | 1                     | C1                             | 5                              | 0                              | -              | -              | 27    | 2     |
| 2017-2018             | Bayern Munich         | Bundesliga            | 20          | 2           | 5                     | 2                     | C1                             | -                              | -                              | -              | -              | 25    | 4     |
| 2018-2019             | Bayern Munich         | Bundesliga            | 21          | 1           | 4                     | 0                     | C1                             | 7                              | 0                              | -              | -              | 32    | 1     |
| 2019-2020             | Bayern Munich         | Bundesliga            | 18          | 1           | 2                     | 0                     | C1                             | 3                              | 2                              | -              | -              | 23    | 3     |
| 2020-2021             | Bayern Munich         | Bundesliga            | 19          | 1           | 3                     | 0                     | C1                             | 8                              | 0                              | -              | -              | 30    | 1     |
| 2021-2022             | Bayern Munich         | Bundesliga            | 14          | 0           | 3                     | 1                     | C1                             | 5                              | 0                              | -              | -              | 22    | 1     |
| Sous-total            | Sous-total            | Sous-total            | 222         | 8           | 40                    | 6                     | -                              | 35                             | 2                              | 6              | 0              | 303   | 16    |
| 2022-2023             | AS Rome (prêt)        | Serie A               | 21          | 1           | 5                     | 0                     | C1                             | 9                              | 1                              | -              | -              | 35    | 2     |
| Sous-total            | Sous-total            | Sous-total            | 21          | 1           | 5                     | 0                     | -                              | 9                              | 1                              | 0              | 0              | 35    | 2     |
| Total sur la carrière | Total sur la carrière | Total sur la carrière | 241         | 9           | 45                    | 6                     | -                              | 44                             | 3                              | 6              | 0              | 336   | 18    |

## Palmarès

### En club
- Bayern Munich rés.
  - Championne d’Allemagne de troisième division (Division Sud) en 2009 (de)

- Bayern Munich
  - Championne d’Allemagne en 2015, 2016 et 2021
  - Vainqueure de la Coupe d’Allemagne en 2012
  - Vainqueure de la Coupe Bundesliga en 2011

- AS Roma
  - Championne d’Italie en 2023
  - Vainqueure de la Supercoupe d'Italie en 2022

### En sélection
- Équipe d'Autriche
  - Vainqueure du Tournoi de Chypre en 2016 (en)